# Corrent de Cromwell
El Corrent de Cromwell (també anomenat Sotacorrent Pacífic Equatorial o simplement Sotacorrent Equatorial) és un flux subsuperficial que s'adreça a l'est coincidint amb la longitud de l'equador en l'Oceà Pacífic.
El Corrent Cromwell va ser descobert en 1952 per Townsend Cromwell, un investigador treballant per al "Honolulu Laboratory". Fa uns 400 km d'ample i flueix a l'est. És submergit 100 m sota la superfície de l'Oceà Pacífic per l'Equador i és relativament superficial comparat a altres corrents d'oceànics mostrant només 30 m de gruix (diferència de profunditats). És un corrent potent amb velocitats màximes de fins a 1,5 m/s. El nucli del corrent coincideix amb la termoclina i la seva distància al Contra Corrent Equatorial (paral·lel al Cromwell) és aproximadament 300 km. Transporta 1000 vegades el volum de Riu Mississipi i la seva longitud és d'uns 12 000 km.

## Descoberta
En 1951 investigadors a bord un vaixell de recerca de l'U.S. Fish and Wildlife Service estaven desenrotllant un cable de palangre. Van notar que l'aparell profund sota l'aigua anava a la deriva cap a l'est. Això era inusual perquè els corrents de superfície de l'Oceà Pacífic flueixen cap a l'oest en l'equador. (Segueixen la direcció dels vents.) L'any següent Townsend Cromwell va dirigir una expedició de recerca per investigar com els corrents de l'oceà variaven en funció de la profunditat. Van descobrir un flux ràpid que es dirigia cap a l'est en les capes d'aigua profundes.

## Mecanisme
És difícil d'explicar el Corrent Cromwell fàcilment. Com a mínim dos mecanismes diferents treballen per tal de garantir el constant corrent dirigit a ponent: (a) Per mor que el Corrent de Cromwell és localitzat en l'equador la força de Coriolis és igual a zero i no actua sobre aquesta latitud en la massa d'aigua. Això significa que el gradient de pressió de l'oest a l'est funciona sense ser desviat de l'àrea de pressió alta en l'oest cap a l'àrea de pressió baixa en l'est, senzillament seguint el gradient. La causa del gradient de pressió és com a mínim parcialment l'acció dels vents alisis que bufen del de l'est ca a l'oest. (b) Qualsevol paquet d'aigua que flueix cap a llevant des de ponent que d'alguna manera seria pertorbat del seu camí seria desviat cap al nord si fos situat al nord de l'equador i cap al sud si situat al sud de l'equador. En tal cas la força local de Coriolis empenyeria el paquet immediatament situat enrere a la direcció del corrent principal que flueix de l'oest a est.

## Detall de les dades
- Profunditat: Els corrents de superfície flueixen cap a l'oest. Hi ha un punt aproximadament 40 m avall dels corrents superficials, on l'aigua comença fluir a l'est. El corrent existeix fins a una fondària d'aproximadament 400 m.
- Índex de flux: El flux total és fins al voltant 30 000 000 metres cúbics per segon. La velocitat màxima és al voltant d'1,5 m/s (això és aproximadament dues vegades més ràpid que el corrent de superfície que viatja cap a l'oest)

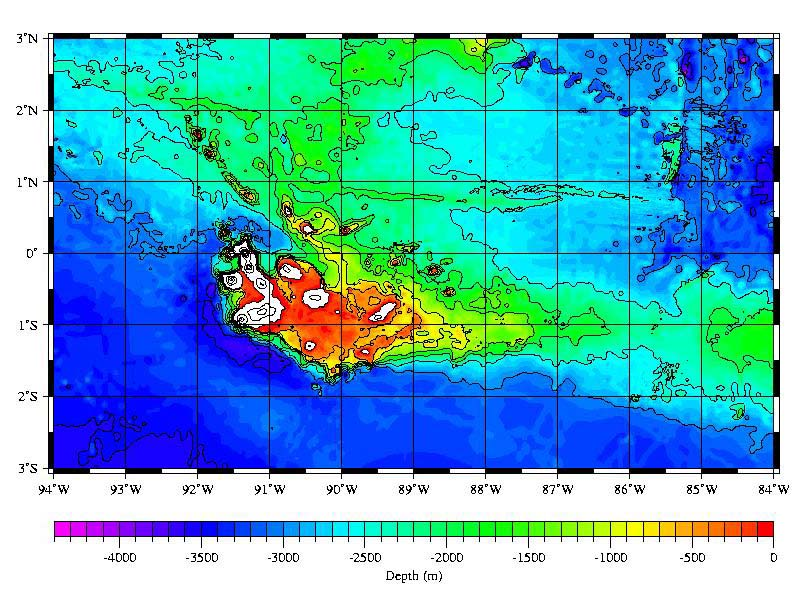
Detall del sobtat talús que formen les Illes respecte la cubeta oceànica a l'esquerra. El Corrent de Cromwell es veu obligat a apropar-se a la superfície fins a aflorar parcialment, la qual cosa genera una barreja d'aigües fresques i riques en nutrients.

- Longitud:13.000 km

## Interacció amb El Ninyo

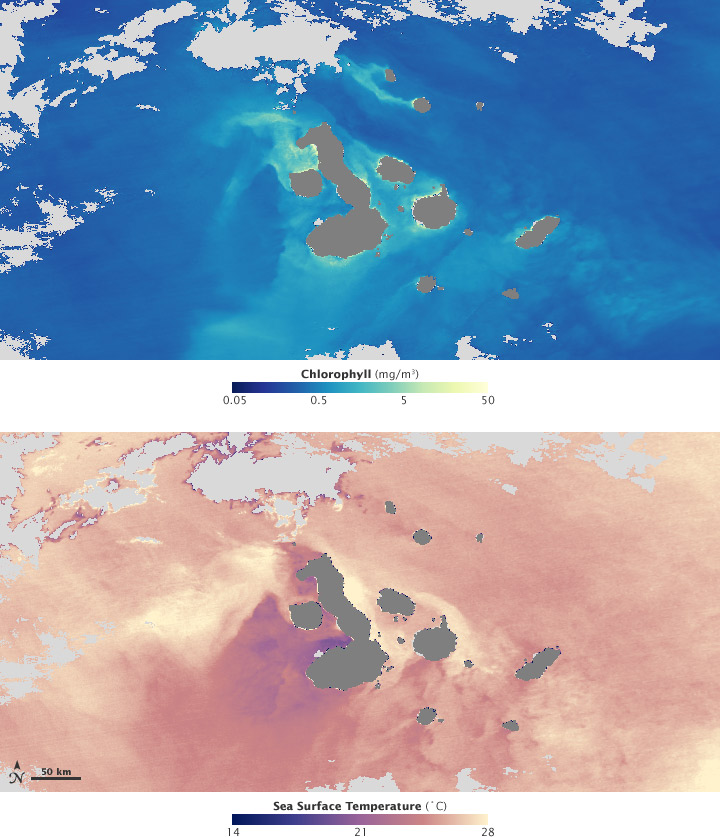
Canvis en la temperatura i concentració de clorofil·la, conseqüència sengles canvis de la surgència del Corrent de Cromwell en xocar amb la barrera que constitueixen les Illes Galàpagos respecte la conca oceànica. Compareu amb la imatge anterior de les profunditats al voltant de les illes.

El Niño És una reversió de la situació normal en l'Oceà Pacífic. L'aigua de superfície és bufada cap a l'oest pels vents de prevalència i l'aigua més profunda és forçada cap amunt per reemplaçar l'equilibri. De tant en tant, l'aigua de superfície retorna enrere a través de l'oceà, portant temperatures d'aigua tèbia al llarg de les costes orientals del pacific. En anys d'absència d'El Ninyo, el Corrent de Cromwell és forçat a emergir a la superfície per les muntanyes submarines de Les Illes Galàpagos (fenomen anomenat upwelling.) Tanmateix, durant els anys d'El Ninyo el corrent no aflora d'aquesta manera. Les aigües al voltant de les illes són per això considerablement més tèbies durant els anys d'El Niño que durant anys normals.

## Efecte sobre flora i fauna
El Corrent Cromwell és ric en sengles factors oxigen i nutrients. Un gran nombre de peixos és concentrat dins d'ell. La surgència ocorre prop de les illes Galàpagos. Això porta subministraments alimentaris a la superfície per al pingüí de lesGalápagos. L'aflorament, tanmateix, és un fenomen esporàdic; falla en regularitat de freqüència, i així el subministrament alimentari ve i va. Els pingüins tenen diverses adaptacions per suportar aquestes oscil·lacions irregulars, incloent variacions en els seus hàbits de cria.

## Possible efecte en el clima
L'efecte d'aquest corrent en el clima mundial no és ben conegut.